# Bupalus albopuncta
Bupalus albopuncta là một loài bướm đêm trong họ Geometridae.